# عزلة الروضة (المحويت)

تعديل مصدري - تعديل

عزلة الروضة هي إحدى عزل مديرية ملحان في محافظة المحويت اليمنية ويبلغ تعداد سكانها 6979 نسمة حسب التعداد السكاني في اليمن لعام 2004.